# Altoviti

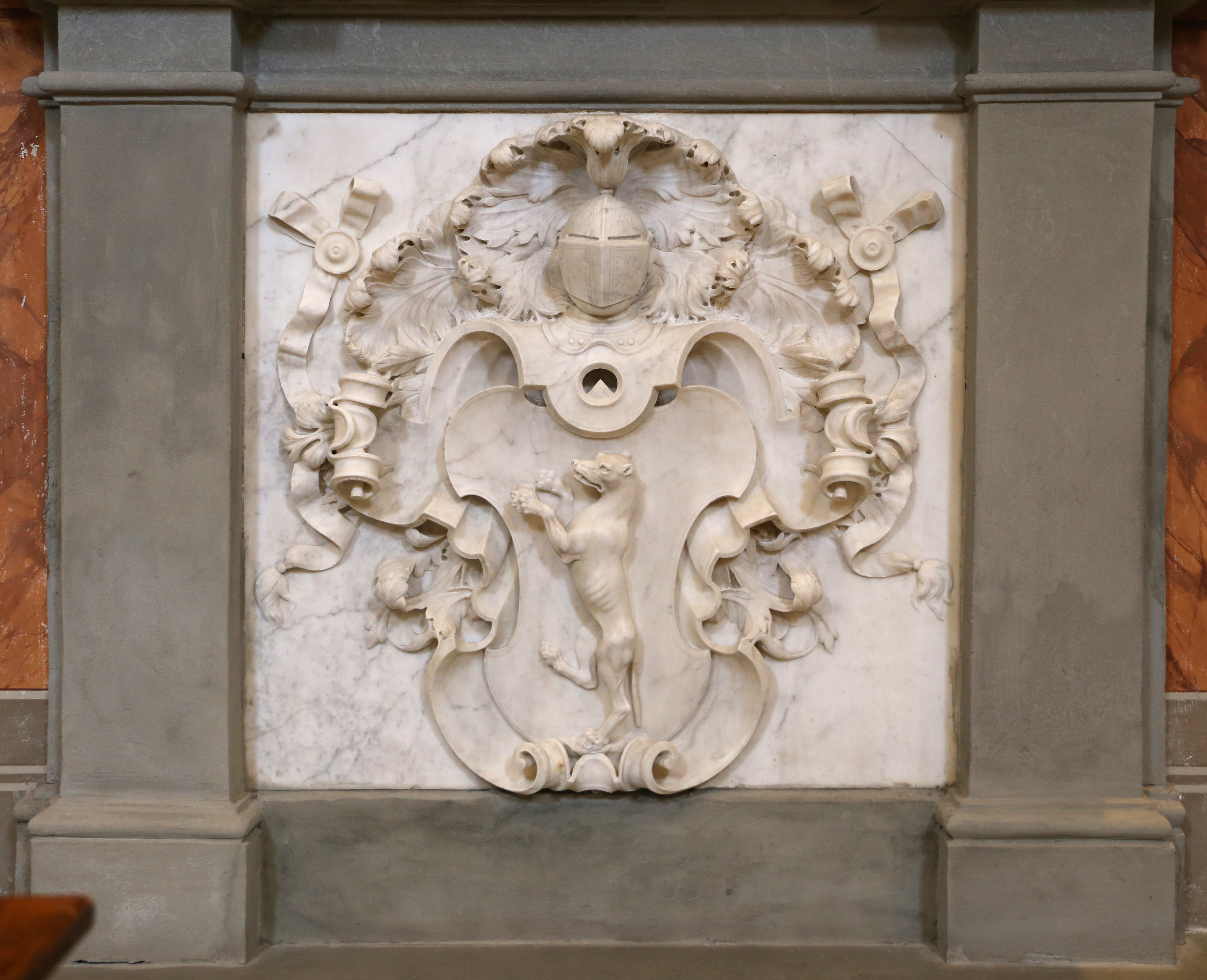
Stemma di Casa Altoviti sulla tomba di Alfonso Altoviti nella chiesa dei Santi Cosma e Damiano al Vivaio di Incisa Valdarno

La Casata degli Altoviti è una tra le più antiche famiglie nobili fiorentine.

## Storia

### Origini
Le origini della famiglia sono incerte e furono oggetto di controversie tra gli studiosi. In alcuni scavi nell'agro fiesolano fu trovata un'epigrafe romana (giudicata un falso dal Passerini) dove si cita un "Furio Cammillo Altovita" nipote di Furio Camillo, per cui Enea Silvio Piccolomini (il futuro papa Pio II) ipotizzò per gli Altoviti addirittura un'origine romana. Altri si sono basati sullo stemma, col lupo scorticato, per risalire a un certo Longobardo di Corbizzo, che nel 1192 abitava in Borgo Santi Apostoli e aveva sette figli, tra i quali uno si chiamava Altovita: quest'ultimo potrebbe essere il capostipite della casata e venne armato dall'Imperatore Federico II, forse proprio con l'impresa del lupo che simboleggiava i capitani arditi. Altri invece collegano l'origine della famiglia con quella degli Squarcialupi.
Il genealogista Passerini, nel libro Genealogia e storia della famiglia Altoviti (1871), dice di ritenere che essi abbiano "sangue longobardo", dichiarando di basare però questa opinione non su documenti ma solamente sui nomi dei loro antichi che gli paiono aver radice longobarda. Li fa originari della Valle superiore dell'Arno per via dei larghi possessi di terre in quei luoghi. Nega il legame con gli Squarcialupi e indica un atto del 1153 come il primo atto superstite che li riguardi.

### A Firenze

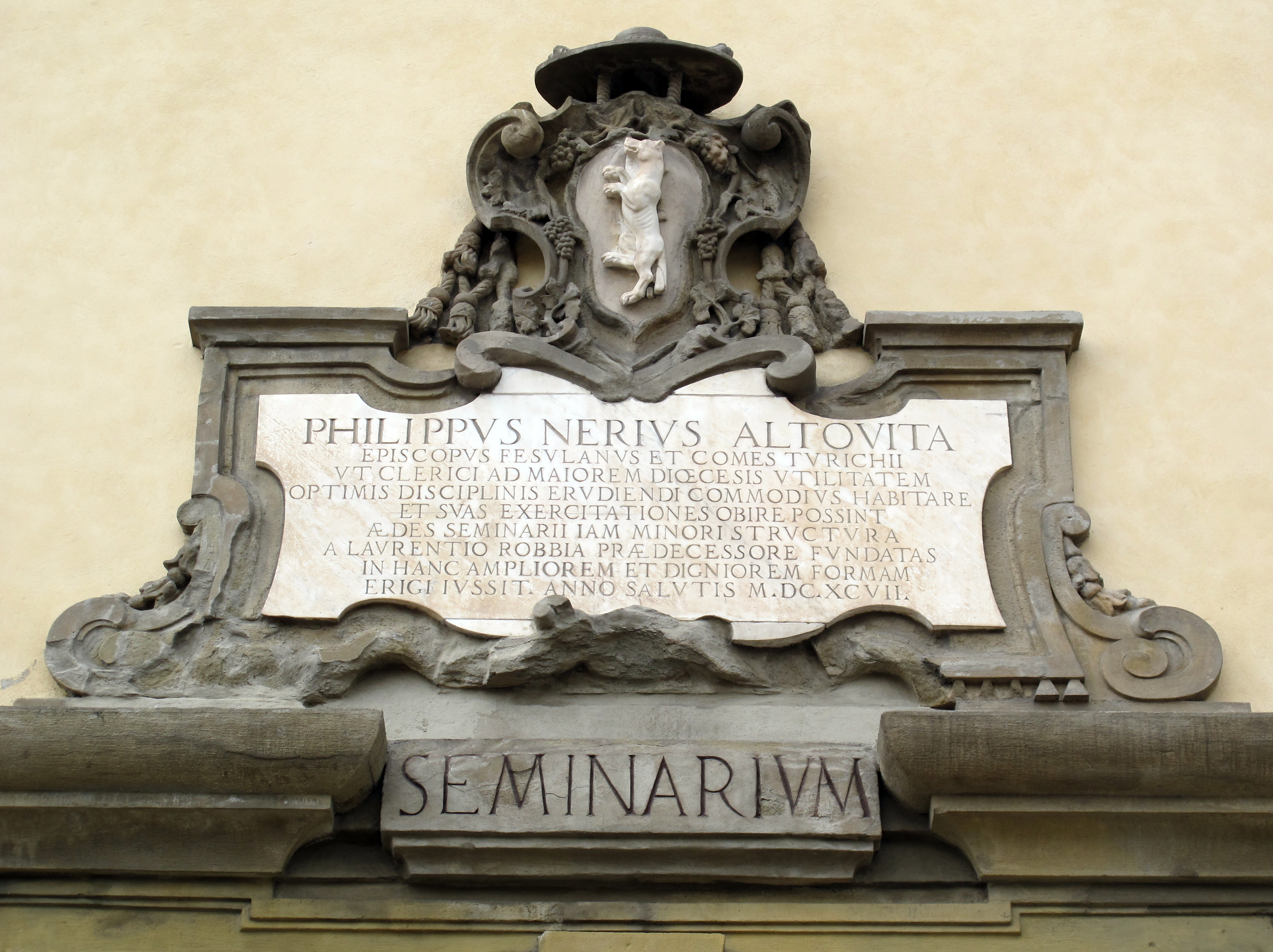
Stemma Altoviti al centro della facciata del seminario Vescovile di Fiesole

L'ipotesi documentata è quindi quella che vede la loro origine nel Valdarno Superiore dove avevano numerosi possedimenti. Il capostipite certo Corbizzo di Gollo di Tebaldo è documentato a Firenze nel 1153 e nel 1170, nel primo documento come testimone e nel secondo come acquirente di una casa con torre in San Niccolò. Da Altovito (nato intorno al 1240) di Davanzato di Longobardo di Corbizzo discesero gli Altoviti. Da Corbizzo di Caccia di Corbizzo discesero i Corbizzi.
Quindi gli Altoviti furono in consorteria coi Corbizzi,
Diversi suoi membri ricoprirono ruoli pubblici, ebbero cariche politiche e anche religiose. Lo storico Nikola Ottokar riporta come alla fine del Duecento nel periodo 1282-1292 "nel sesto di Borgo (Sesto di Santa Trinita) gli Spini, gli Acciaiuoli e gli Altoviti compongono già più del terzo del numero totale dei Priori". Stoldo Altoviti fu ambasciatore di Firenze dal 1374 al 1389. Il frate domenicano Jacopo Altoviti fu vescovo di Fiesole dal 1389 al 1408 e si rese protagonista di tutta una serie di costruzioni e ampliamenti (al palazzo Vescovile, al Duomo e al Convento di San Domenico), per cui è facile vedere il suo stemma su questi monumenti e anche in altri più piccoli oratori e cappelle. Un suo discendente Neri Altoviti fu pure vescovo e fondò nel 1637 il Seminario vescovile di Fiesole.
A Firenze essi avevano molte case nella zona di Borgo Santi Apostoli e detennero il patronato della vicina chiesa dei Santi Apostoli.
La famiglia fu di parte guelfa e contò in tutto:
- 11 Gonfalonieri di Giustizia dal 1282 al 1530;
- 107 priori di Libertà alla Repubblica dal 1282 al 1530;
- 61 dei XII Buonuomini dal 1329 al 1524;
- 67 dei XVI di Compagnia dal 1323 al 1529;
- 11 Senatori del Granducato dal 1546 al 1736;
- 6 Cavalieri Professi dell'Ordine di Malta, 2 dell'Ordine di Santiago;
- 14 Cavalieri di Giustizia;

Inoltre, impiegò vari consoli e anziani al Comune, un membro fu Gran Cancelliere e uno Balì Gran Croce di Devozione dell'Ordine di Santo Stefano Papa e Martire.

Ritratto di Bindo Altoviti, Raffaello, National Gallery di Washington

Con la presa del potere di Cosimo I, il ricco banchiere Bindo Altoviti gli fu ostile apertamente e per questo subì la confisca dei beni e l'esilio a Roma. Qui Bindo patronò molti artisti di fama, quali Raffaello e Benvenuto Cellini, che lo ritrassero nelle loro opere. Giorgio Vasari firmò per lui la tavola dell'Allegoria della Concezione per Santi Apostoli.
Il figlio Antonio fu arcivescovo di Firenze, una carica molto delicata per la ferma opposizione di Cosimo I de' Medici che gli impedì di prendere possesso della sede per venti anni. Fu Antonio che nel 1571 autenticò i Capitoli della Relazione sull'Invenzione dell'Immagine dell'Impruneta e fu anche segretario di Paolo III. Soltanto dopo la concessione papale del titolo di Granduca, Cosimo I accettò la nomina dell'arcivescovo Altoviti e gli permise di insediarsi finalmente in città. L'altro figlio di Bindo fu Giovanni Battista, banchiere e condottiero, nemico dei Medici come suo padre. Solo sotto Cosimo II la famiglia si riappacificò coi Medici e tornò in possesso di alcune delle sue proprietà.

## Rami familiari
Col tempo la famiglia si divise in più rami:
- Uno ebbe il titolo di marchesi nel 1633 dall'Imperatore Ferdinando II
- Uno, tuttora esistente sebbene fuso coi Niccolai-Lazzerini, venne ammesso al patriziato romano nel 1592 e nel 1700 divenne erede della famiglia Avila dando origine agli Altoviti-Avila
- Uno ricevette nel 1770 il cognome Sangalletti per eredità (Altoviti-Sangalletti)

In tutto cinque linee vennero riconosciute al patriziato fiorentino dopo il riordinamento lorenese del 1751.

## Residenze e patronati
A Firenze, al numero 18 di Borgo Santi Apostoli esisteva il loro principale palazzo, una vera e propria casa-fortezza, che i fiorentini chiamavano semplicemente Il Palagio. In Borgo Santi Apostoli appartennero agli Altoviti anche il palazzo al numero 14, la casa al 25, che ha un busto di Cosimo II de' Medici sulla facciata e risale quindi al periodo dopo la riappacificazione tra le due famiglie, le case su cui fu costruito il Palazzo Borgherini e un palazzetto detto la Canonica su piazza del Limbo, accanto alla chiesa di Santi Apostoli, dove campeggia una grande stemma scolpito della famiglia.
Più tardi sono il palazzo Valori-Altoviti in Borgo Albizi, palazzo Ricci-Altoviti in via de' Vecchietti e palazzo Altoviti Sangalletti in via de' Tornabuoni.
Nel Chianti, gli Altoviti ebbero il patronato sulla chiesa di San Pietro a Cintoia (Greve in Chianti).
A Roma è a loro intitolato il Lungotevere degli Altoviti, dove esisteva il cinquecentesco palazzo degli Altoviti, demolito nel 1888.

## Stemma

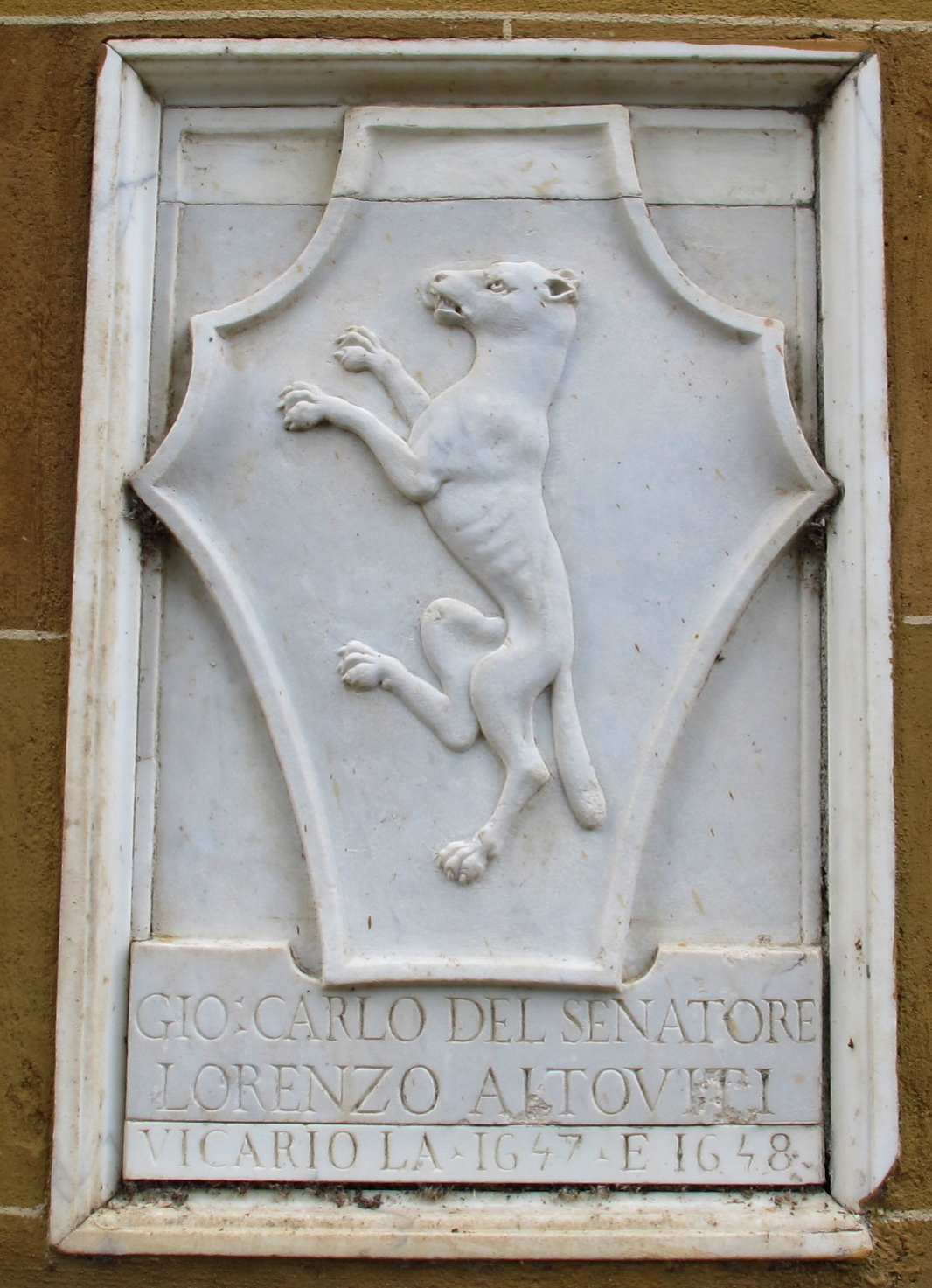
Stemma di Casa Altoviti conservato al Museo Stibbert

L'arme degli Altoviti è un lupo scuoiato d'argento su fondo nero e fa riferimento a un leggendario lupo che avrebbe salvato il capostipite della famiglia, sbranando un suo nemico.
Grazie agli incarichi ricoperti come podestà in varie città controllate da Firenze, è facile incontrare lo stemma nei palazzi pretori e podestarili della Toscana. In particolare si può incontrarlo a Cascia, a San Giovanni Valdarno, a Castiglion Fiorentino, a Scarperia, a Arezzo, a San Gimignano, a Colle Valdelsa, a Radda in Chianti, a Lari, a Buggiano Alto, a Pescia e a Certaldo. Inoltre nella zona di Fiesole si trova spesso su edifici della diocesi per i vescovi appartenuti a questa famiglia.